# ژیان‌مرغ ابروزرد
ژیان‌مرغ ابروزرد (نام علمی: Satrapa icterophrys) یک گونه پرنده در تیرهٔ Tyrannidae است. این یک تک‌نماد در سردهٔ Satrapa است. این گونه در آرژانتین بولیوی برزیل کلمبیا پاراگوی پرو اوروجوائی و ونزوئلا یافت می‌شود، جایی که زیستگاه‌های طبیعی آن جنگل‌های نمناک گرمسیری و نیمه‌گرمسیری، چراگاه‌ها و جنگل‌های پیشین بسیار دگرگون‌شده است.